# Cliff Emmich
Cliff Emmich (Cincinnati, 13 dicembre 1936 – Los Angeles, 28 novembre 2022) è stato un attore statunitense.

## Biografia
Prende il nome da suo padre Clifford, che era un famoso rivenditore di auto esotiche e aveva clienti d'élite di Hollywood, tra cui Clark Gable, Gary Cooper e Ozzie Nelson.
Dopo essersi diplomato nel 1955 alla John Muir High School, ha continuato a prestare servizio nell'aeronautica come tecnico fotografico.
L'attore è apparso in più di 90 film e programmi televisivi nel corso della sua carriera, facendo il suo debutto cinematografico nel 1969 con "Gaily, Gaily".
Durante la quinta stagione de La casa nella prateria, Michael Landon ha scritto un ruolo specifico per Emmich. Ha interpretato un personaggio di mezza età timido e imbarazzato la cui figlia si vergognava di lui. 
Secondo quanto riferito, è stato uno dei suoi ruoli preferiti che ha interpretato.
Emmich è apparso anche in film e programmi televisivi, tra cui Barracuda, Starsky & Hutch, La signora in giallo e Walker Texas Ranger.
L'attore è morto il 28 novembre 2022, pochi giorni prima di compiere 86 anni, nella sua residenza a Valley Village, Los Angeles, per un cancro ai polmoni.

## Filmografia parziale

### Cinema
- I ragazzi del sabato (Aloha Bobby and Rose), regia di Floyd Mutrux (1975)
- Barracuda, regia di Harry Kerwin (1978)
- Il signore della morte (Halloween II), regia di Rick Rosenthal (1981)
- La scuola degli orrori (Return to Horror High), regia di Bill Froehlich (1987)
- Un topolino sotto sfratto (Mousehunt), regia di Gore Verbinski (1997)

### Televisione
- La casa nella prateria (Little House on the Prairie) – serie TV, episodio 5x04 (1978)
- Happy Days – serie TV, episodi 6x22-6x23 (1979)
- L'incredibile Hulk (The Incredible Hulk) - serie TV, episodio 4x13 (1981)
- La signora in giallo (Murder, She Wrote) – serie TV, episodio 11x02 (1994)
- Walker Texas Ranger (Walker, Texas Ranger) - serie TV, episodio 8x09 (1999)